# Stenotarsus atriventris
Stenotarsus atriventris es una especie de coleóptero de la familia Endomychidae.

## Distribución geográfica
Habita en Kerala (India).